# Gau Siusili

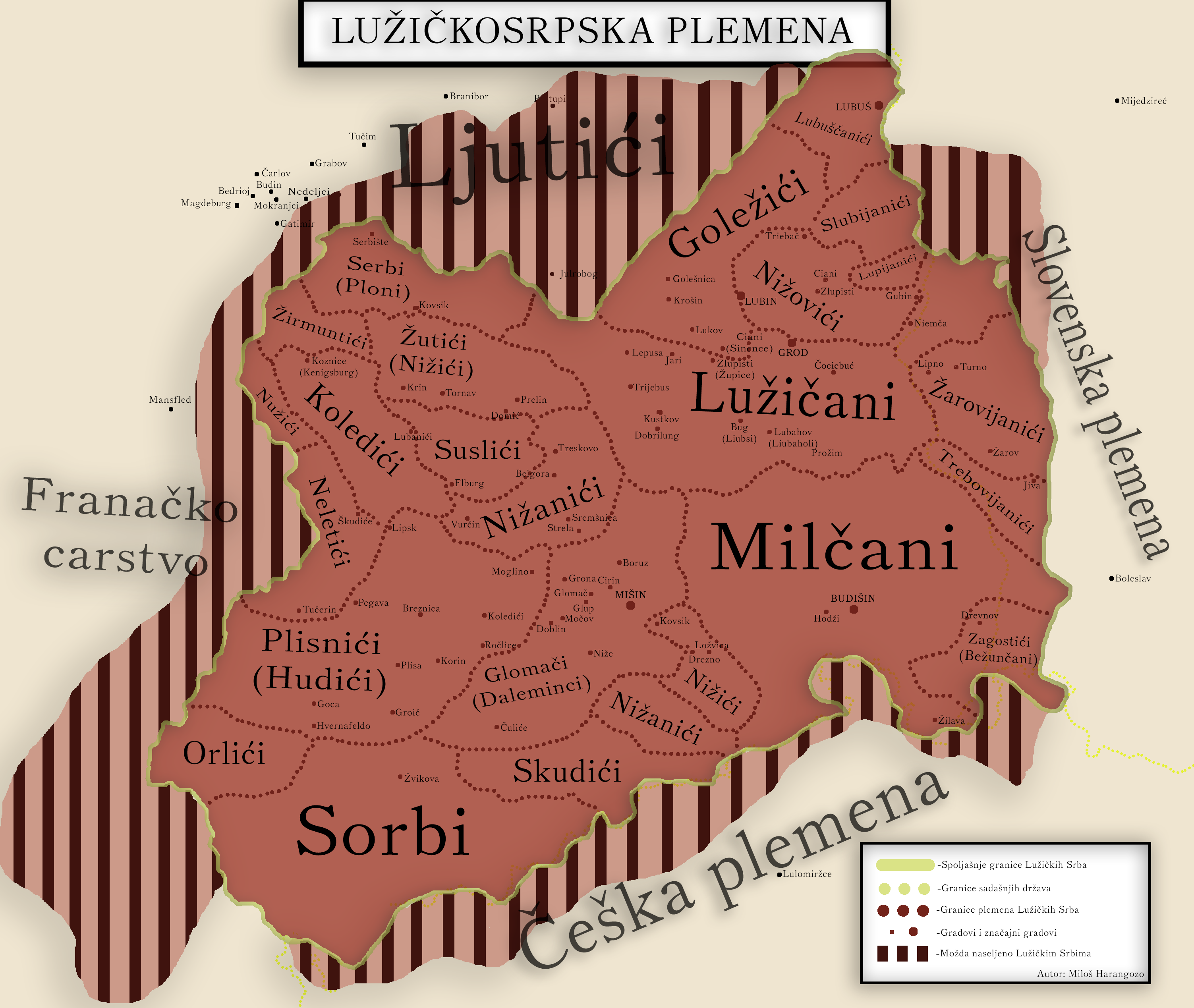
Siusili in den sorbischen Stämmen

Der ehemalige Gau Siusili (auch Susali oder Susilin) in der Leipziger Tieflandsbucht an der Mulde in Sachsen war benannt nach dem den Sorben zugehörigen westslawischen Stamm der Siusili (Siusli, Siusuli, Susler), der die Gegend im 8. Jahrhundert besiedelte.

## Der Stamm der Siusili
Das Ostfränkische Reich begann zu Zeit Ludwigs des Deutschen im Raum Thüringen nach Osten zu drängen, wo es daraufhin zu stetig wachsenden Konflikten mit der dort eingewanderten slawischen Bevölkerung kam. Karl der Große hatte schon um 788 eine Thüringische Mark („ducatus Thoringiae cum marchis suis“) als Grenzmark gegen die Sorben eingerichtet, und spätestens um die Mitte des 9. Jahrhunderts wurde östlich davon die sog. Sorbenmark geschaffen, die allerdings bereits am Ende des 9. Jahrhunderts ihre Bedeutung schon wieder verloren hatte. Erster namentlich bekannter Markgraf („comes et dux Sorabici limitis“) war Thakulf, von 849 bis 873. Auf ihn folgte 874–880 Ratolf, wahrscheinlich aus dem Geschlecht der fränkischen Babenberger.
Der Gau Siusili machte 873 auf sich aufmerksam, als Teile seiner Bewohner mit anderen Sorben einen Raubzug in thüringisches Gebiet durchführten. Anfang 874 weigerten sich die Sorben und Siusili, den ihnen aufgezwungenen Tribut zu zahlen. Daraufhin, und als Vergeltung für den Raubzug des Vorjahres, führten Erzbischof Liutberg von Mainz, der Erzkanzler des Reiches, und Ratolf, der Markgraf der Sorbenmark, im Januar 874 ein Heer über die Saale, schlugen die Erhebung durch Brandschatzung und Plünderung nieder, und zwangen die Siusili sowie die mecklenburgischen Lionen zur Anerkennung der Oberhoheit Ludwigs des Deutschen. Die Hauptfeste der Siusili wird bei Gollma vermutet.

## Der Gau Siusili
Das Gaugebiet umfasste den Bereich zwischen Bitterfeld, Delitzsch, Bad Düben und Wurzen, mit dem Zentrum Eilenburg. Benachbart waren die Gaue Nizizi im Nordosten, Dalaminza im Südosten bzw. dazwischen der Neletici, Chutizi im Südwesten, und Coledizi im Westen. 
Die Gegend wurde im 10. Jahrhundert unter König Heinrich I. erobert, kolonisiert und eingedeutscht. Die Quellenlage ist spärlich: die erste urkundliche Erwähnung erfolgt in einer Schenkungsurkunde König Ottos II. vom 30. August 974 zu Gunsten der Kirche des hl. Laurentius in Merseburg. Der Gau gehörte dann zur Mark Lausitz. Er wurde zunächst zusammen mit dem Gau Chutizi und ehemals Halberstädter Gebiet links der Saale vom kurzlebigen ersten Hochstift Merseburg (968–981) verwaltet und kam danach an Friedrich I. von Wettin, Graf von Eilenburg, und damit an die Wettiner.

## Heutige Ortsnamen
Ortsnamen wie „Seußlitz“ (Ortsteil von Diesbar-Seußlitz bzw. Nünchritz, zehn Kilometer nordwestlich von Meißen im Landkreis Meißen, 1205 als „Suselitz“ erstmals beurkundet) und Seiselitz (Ortsteil von Mertendorf im Burgenlandkreis, erstmals 977 als „Suseliz“, später als „Suselitz“, „Seuselitz“ und „Suslitz“ beurkundet) gehen auf die Siusili zurück.